# Rajanpur
Rajanpur (urdu: راجن پُور) är en stad i provinsen Punjab i Pakistan. Den är huvudort för ett distrikt med samma namn, och folkmängden uppgår till cirka 100 000 invånare.
På platsen där Rajanpur låg fanns det förut en mindre och relativt okänd by fram till 1862. Samma år blev en större stad som låg vid Sindhufloden några mil sydöst om Rajanpur, Mithankot, helt förstörd av översvämningear från floden. Den administrativa delen flyttades därför från Mithankot till Rajanpur då floden låg på ett säkert avstånd på denna plats.